# 神谷和也
神谷 和也（かみや かずや、1957年7月20日 - ）は、日本の経済学者。東京大学名誉教授、神戸大学経済経営研究所元教授。専門はミクロ経済学と数理計画法。特に非凸技術下における一般均衡の存在証明は国際的にも高く評価されており2000年度には中原賞を受賞した。Ph.D（イェール大学、1986年）。

## 来歴
1957年静岡県生まれ。浜松北高等学校卒業後は京都大学経済学部に進学した。当時の京都大学経済学部にはミクロ経済学やマクロ経済学の基礎的な授業がなかったため、神谷は不動点計算法や微分位相幾何学といった高等数学を独学し、工学部への転学を希望したが、事務員の手違いにより転学ができず、経済学の道へと進むこととなった。京都大学卒業後は大阪大学とイェール大学の大学院へ進学し、大学院では学部時代に独学した数学的手法を駆使して一般均衡理論、特に収穫逓増問題を研究した。1986年にイェール大学大学院経済学部から博士号 (Ph.D) を取得した後、東京大学助教授、同教授、 同副学長を経て、2016年4月より神戸大学経済経営研究所教授。一般均衡理論と数理計画法、特に非凸技術下における均衡の存在証明の業績は国際的にも高く評価されており、2000年には日本経済学会より中原賞を受賞している。

### 年譜
- 1981年3月 - 京都大学経済学部経済学科卒業
- 1983年3月 - 大阪大学大学院経済学研究科博士前期課程修了
- 1986年12月 - イェール大学大学院経済学部博士課程修了
- 1987年
  - 7月 - 大阪大学大学院経済学研究科後期課程退学
  - 10月 - 大阪大学経済学部助教授
- 1992年 4月 - 同 社会経済研究所助教授
- 1995年4月 - 1996年3月 東京大学経済学部助教授
- 1996年4月 - 1998年12月 東京大学大学院経済学研究科助教授
- 1999年1月 - 2016年3月 同教授
- 2000年9月 - 日本経済学会中原賞受賞
- 2015年1月 - 2016年3月 同副学長
- 2016年4月 - 神戸大学経済経営研究所教授
- 2018年6月 - 東京大学名誉教授
- 2021年4月 - 東京大学特命教授

## 主要業績
- "Existence and Uniqueness of Equilibrium with Increasing Returns," Journal of Mathematical Economics, Vol. 17 (1988), pp.149-178.
- "A Globally Stable Price Adjustment Process," Econometrica, Vol. 58 (1990), pp.1481-1485.
- "Efficient Algorithms for Solving Systems of Nonlinear Equations with a Block Diagonal Structure," Mathematics of Operations Research, Vol. 16 (1991), pp.566-579.
- "Simplicial Algorithm to Find Zero Points of a Function with Special Structure on a Simplotope," with A. J. J. Talman, Mathematics of Operations Research, Vol. 16 (1991), pp.609-626.
- "Optimal Public Utility Pricing: A General Equilibrium Analysis," Journal of Economic Theory, Vol.66 (1995), pp.548-572.